# Via Sistina
Pour les articles homonymes, voir Sistina.
La Via Sistina est une rue du centre de Rome, qui relie la piazza Trinità dei Monti, avec la piazza Barberini.

## Histoire
La voie a été ouverte par le pape Sixte V, avec l'architecte Domenico Fontana, vers la fin du XVIe siècle : le pape voulait connecter la colline du Pincio avec la basilique Sainte-Croix-de-Jérusalem, en passant par basilique Sainte-Marie-Majeure, en traversant les montagnes de Rome, c'est-à-dire la zone de collines à l'est du centre.
Elle a été appelée strada Felice à partir du nom de baptême du pape, Felice Peretti. C'était ce pape qui a œuvré pour l'urbanisation de la zone, en fournissant des exemptions et des privilèges, pour pouvoir construire le long de la nouvelle voie.
Cette très longue rue en ligne droite atteint plus de 2 kilomètres de longueur.

## Monuments
Le long de la rue, de la piazza Trinità dei Monti à la piazza Barberini, on rencontre les bâtiments historiques suivants :
- Palazzetto Stroganoff (XIXe siècle)
- Palazzo Perucchi (XVIIe siècle)
- Palazzo Dotti (XVIIIe siècle)
- L'église de Santi Ildefonso e Tommaso da Villanova (XVIIe siècle)

En outre, plusieurs plaques commémoratives rappellent les célébrités qui séjournèrent dans la rue, comme Giovanni Battista Piranesi, Bertel Thorvaldsen, Luigi Canina, Nicolas Gogol, Luigi Rossini...  

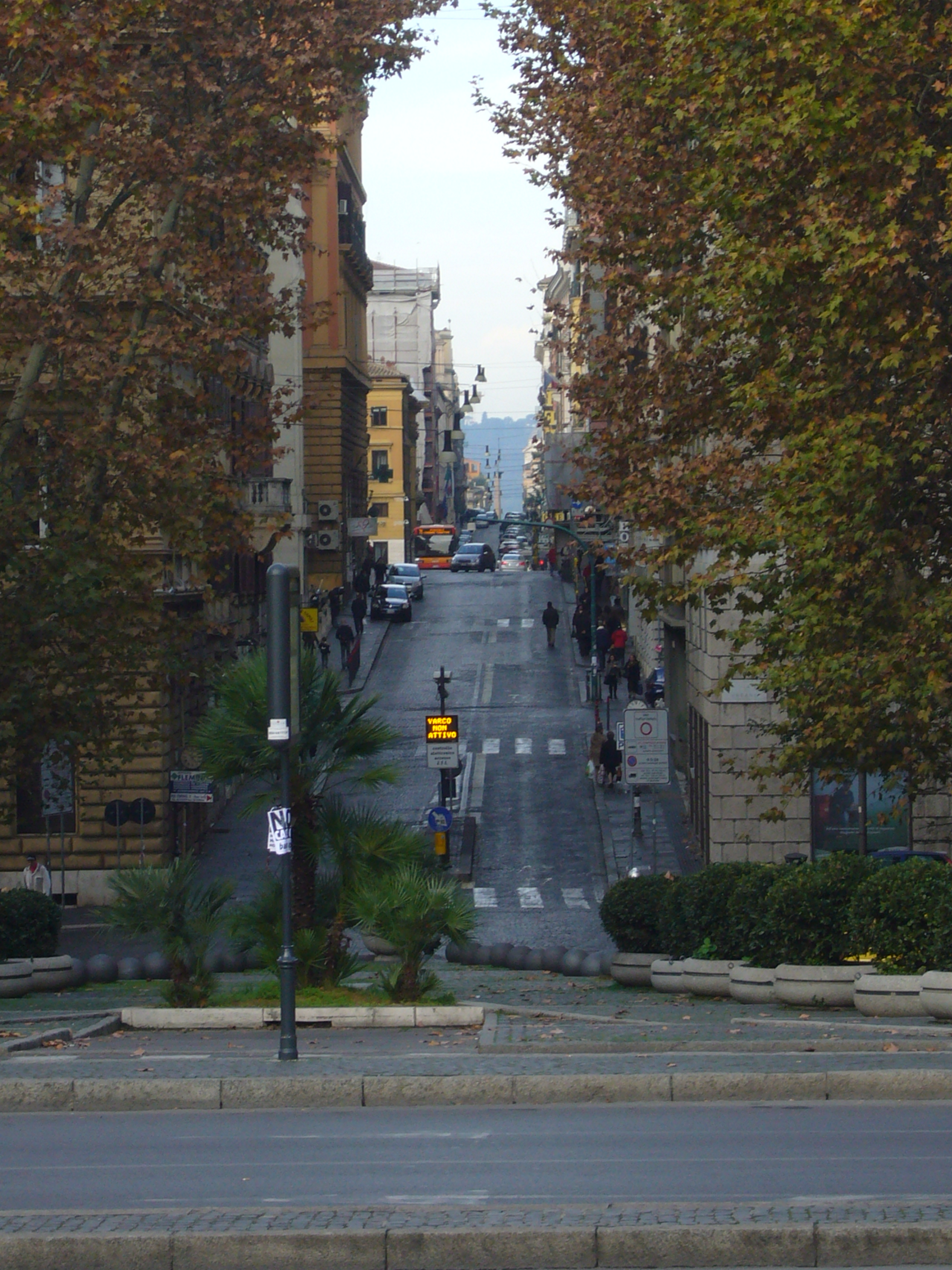
Tracé de l'antique Route Felice de la piazza dell'Esquilino à l'escalier de la Trinité des Monts
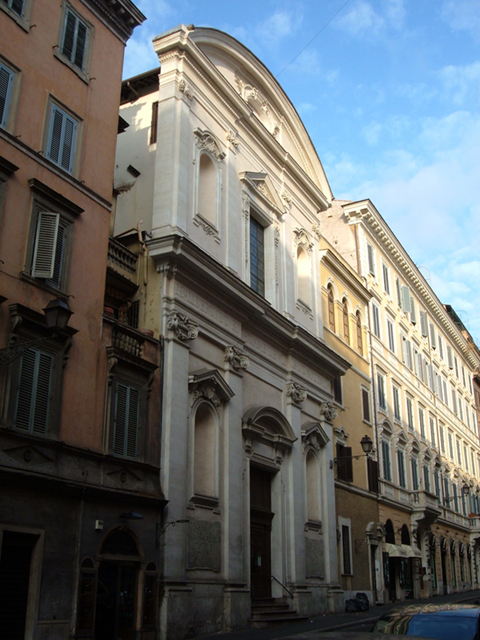
L'église de Santi Ildefonso e Tommaso da Villanova